# Katharina Belgica von Oranien-Nassau

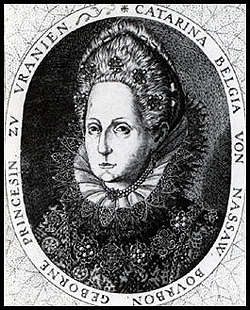
Katharina Belgi(c)a

Katharina Belgica (* 31. Juli 1578 in Antwerpen; † 12. April 1648 in Den Haag) war eine Tochter des Fürsten Wilhelms I. von Oranien-Nassau, des Schweigers, (1533–1584) und seiner dritten Frau Charlotte de Bourbon-Montpensier (1546–1582).
Die latinisierte Namensform Belgica wurde in offiziellen Schriftstücken der Kanzlei verwendet. Sie selbst schrieb sich Catarina Belgia.

## Ehe und Nachkommen
Über ihre Kindheit ist wenig bekannt. Am 23. Oktober / 3. November 1596 heiratete sie in Dillenburg Graf Philipp Ludwig II. von Hanau-Münzenberg. Gemeinsame Kinder waren:
1. Charlotte Louise (* 10. August 1597, Windecken; † 15. Juli 1649 in Kassel), nicht verheiratet
2. Tochter (* 29. Juli 1598; † 9. August 1598), eventuell ungetauft verstorben[2]
3. Philipp Ulrich (* 2. Januar 1601; † 7. April 1604, Steinau)[3]
4. Amalia Elisabeth (auch: Amalie und Amélie) (* 29. Januar 1602, Hanau; † 8. August 1651), Kassel, verheiratet mit Landgraf Wilhelm V. von Hessen-Kassel
5. Katharina Juliane (* 17. März 1604; † 28. Dezember 1668, Hanau), beigesetzt in der gräflichen Gruft in Laubach, verheiratet mit 1.) 11. September 1631 Graf Albert Otto II. von Solms-Laubach, Rödelheim und Assenheim, 2.) 31. März 1642 Moritz Christian von Wied-Runkel.
6. Philipp Moritz (* 25. August 1605; † 3. August 1638), begraben in der Marienkirche in Hanau, Nachfolger
7. Wilhelm Reinhard (* 20. September 1607; † 5. September 1630, Aachen), begraben in der Marienkirche in Hanau
8. Heinrich Ludwig (* 7. Mai 1609; † 21. Juli 1632 bei der Belagerung von Maastricht)
9. Friedrich Ludwig (* 27. Juli 1610; † 4. Oktober 1628, Paris), begraben im Erbbegräbnis der Herzöge von Bouillon in Sedan
10. Jakob Johann (* 28. Juli 1612; † 9./19. Juni 1636, gefallen bei Zabern), beigesetzt in St. Nikolai in Straßburg

## Regentschaft

Wappen Katharina Belgi(c)as als Regentin

Nach dem Tod ihres Mannes 1612 führte sie für den noch minderjährigen Erben, Philipp Moritz, alleine die Vormundschaft bis zu dessen Volljährigkeit im Jahr 1627. Es war der erste Fall in der langen Serie gräflicher Hanauer Vormundschaften, in der die Mutter des Mündels vom Reichskammergericht alleine und ohne den Beistand weiterer Verwandter zur Vormünderin bestätigt wurde.
Mit ihrem Sohn Philipp Moritz kam es nach seinem 18. Geburtstag, als er nach dem väterlichen Testament die Volljährigkeit erreichte, seine Mutter aber auch bis zum 25. Geburtstag mitregieren sollte, zu heftigen Auseinandersetzungen. Streitpunkte waren die Höhe ihrer Witwenversorgung, die Schlussabrechnung über die Vormundschaft, die Kosten und die Weiterführung des Rechtsstreits mit Graf Albrecht aus der Sekundogenitur Hanau-Münzenberg-Schwarzenfels und der aus dem Testament Philipp Ludwig II. abgeleitete Anspruch von Katharina Belgia, trotz der Volljährigkeit des Sohnes weiter mitregieren zu wollen. Ein 1628 geschlossener Vergleich konnte das auch nicht bereinigen. Ein Gutachten der juristischen Fakultät der Universität Marburg, das zu Ungunsten von Katharina Belgia ausging, versuchte sie zu ignorieren. Die beiden prozessierten sogar vor dem Reichskammergericht gegeneinander. Die gegenseitigen Umgangsformen waren rüde: Philipp Moritz warf seine Mutter zwischenzeitlich aus dem Stadtschloss Hanau, entschädigte sie allerdings 1629 dafür.
Als ihr Witwensitz war das Schloss in Windecken vorgesehen. Dieses aber war unrenoviert und von kaiserlichen Truppen als Quartier besetzt. Philipp Ludwig II. hatte ihr aber auch ein kleines Schloss, das etwa an der Stelle des heutigen Schlosses Philippsruhe in Hanau-Kesselstadt stand, errichten lassen.

## Alter
Bis 1634 blieb sie in der Grafschaft Hanau-Münzenberg, als die Auswirkungen des Dreißigjährigen Krieges die Grafschaft in vollem Umfang trafen. Mit dem größten Teil der gräflichen Familie floh sie in die Niederlande zu ihrem Halbbruder Prinz Friedrich Heinrich von Oranien-Nassau (1584–1647), der dort als Statthalter regierte. Dort starb sie am 12. April 1648 und wurde am 5. Mai 1648 in der Nieuwe Kerk zu Delft bestattet.

## Bewertung
Sie setzte die Politik der Modernisierung und Wirtschaftsförderung ihres verstorbenen Mannes für die Grafschaft Hanau-Münzenberg fort, unterstützte auch die Weiterentwicklung der Hohen Landesschule. Ihre eigene historische Leistung ist nur schwer zu bestimmen. Sie war sicherlich vorhanden, geht in der Literatur aber weitgehend hinter der Würdigung ihres Mannes verloren.